# Himalayaträdkrypare
Himalayaträdkrypare (Certhia himalayana) är en asiatisk fågel i familjen trädkrypare inom ordningen tättingar.

## Utseende och läten
Himalayaträdkryparen är en rätt distinkt trädkrypare med en kroppslängd på 14 cm. Fjäderdräkten är dämpad utan rostfärgade inslag, men tydliga mörka band på stjärten och längst näbb av alla trädkrypare. Ögonbrynsstrecket och de ljusare banden på vingen är svagare än motsvarande på björkträdkryparen, medan vit strupe och vitaktig eller smutsigt gråbeige undersida skiljer den från nepalträdkrypare och sikkimträdkrypare. Fåglar i västra Himalaya är blekare och gråare, österut gradvis övergående i mörkare dräkt med vitare streckning. Sången är en ljus drill som i engelsk litteratur beskrivs "chi-chi-chi-chiu-chiu-chiu-chu".

## Utbredning och systematik
Himalayaträdkrypare förekommer som namnet avslöjar i Himalaya, i två skilda områden. De delas in i fyra underarter med följande utbredning:
- Certhia himalayana himalayana – östra Afghanistan, norra Pakistan och Himalaya (från östra till centrala Nepal)
- Certhia himalayana. taeniura – Centralasien och Afghanistan (norr om Hindu Kush)
- Certhia himalayana yunnanensis – sydvästra Kina och angränsande Myanmar
- Certhia himalayana ripponi – västra Myanmar (bergsområdet Victoria)

Trots den uppdelade utbredningen är variationen klinal och de genetiska skillnaderna små. Vilka arter som är närmast släkt med himalayaträdkryparen är oklart, men sången är rätt lik både manipurträdkrypare och sikkimträdkrypare.

## Levnadssätt
Himalayaträdkryparen häckar i barrskog och skogskanter. Den livnär sig av insekter, spindlar och andra små ryggradslösa djur, men även tillfälligtvis frön. Arten häckar mellan april och juni, rätt tidigt i Nepal och sydvästra Myanmar, senare i nordvästra Himalaya och Centralasien.

## Status och hot
Arten har ett stort utbredningsområde och en stor population, men tros minska i antal till följd av habitatförstörelse och fragmentering, dock inte tillräckligt kraftigt för att den ska betraktas som hotad. Internationella naturvårdsunionen IUCN kategoriserar därför arten som livskraftig (LC). Världspopulationen har inte uppskattats men den beskrivs som inte ovanlig i Centralasien, ganska vanlig i västra Himalaya och ovanlig i Kina.